# Typhlodromips confertus
Typhlodromips confertus är en spindeldjursart som först beskrevs av De Leon 1959.  Typhlodromips confertus ingår i släktet Typhlodromips och familjen Phytoseiidae. Inga underarter finns listade i Catalogue of Life.